# Айскорри
Айскорри (баск. Aizkorri/Aitzgorri) — горный массив в Баскских горах.
Айскорри расположен на территории провинции Гипускоа. Его высшая точка, Айчури (Белый камень, 1551 м), является высшей точкой Баскских гор и автономного сообщества Страны Басков.
Геологически массив является восточной частью системы Кантабрийских гор. Как и Баскские горы, Айскорри сложен известняками эпохи мезозоя.
Снежный покров даже зимой нестабилен, но из-за высотности снег держится дольше, чем на других территориях Страны Басков. При зимнем потеплении возможны наводнения.